# Tokyo Sonata
Tokyo Sonata (トウキョウソナタ Tōkyō sonata), es una película japonesa del 2008 dirigida por Kiyoshi Kurosawa, con Teruyuki Kagawa, Kyôko Koizumi, Yû Koyanagi, Inowaki Kai, Haruka Igawa, Kanji Tsuda, Kōji Yakusho y Kazuya Kojima.

## Trama
Los Sasakis son una familia de clase media en Tokio, que consta de Ryuhei Sasaki (Teruyuki Kagawa), su esposa Megumi (Kyoko Koizumi), y sus dos hijos Takashi (Yu Koyanagi) y Kenji (Kai Inowaki). Ryuhei tiene un trabajo de buenos oficios, pero de repente lo despiden porque los trabajadores chinos son más baratos. Al intentar encontrar un nuevo trabajo, Ryuhei se encuentra con un antiguo compañero en la calle, Kurosu (Kanji Tsuda), que también ha sido recientemente reducido. Kurosu utiliza una característica en su teléfono móvil que reproduce el tono de llamada periódicamente, de este modo puede engañar a los demás al creer que todavía está ocupado. 
Ryuhei decide ocultar a su familia el hecho de que ha sido despedido. Mientras los dos hombres sin esperanza tratan de encontrar un nuevo trabajo, la esposa de Kurosu lentamente comienza a sospechar el desempleo de su marido. Kurosu posteriormente es encontrado muerto junto con su esposa por envenenamiento de gas en un doble suicidio, el cual creen que fue iniciado por Kurosu. Takashi, el hijo mayor, se une a los militares de EE. UU. mientras se despliega a la guerra en el Oriente Medio. Kenji, el hijo menor, quiere aprender a tocar el piano, aunque su padre se niega a permitirle tomar lecciones. Kenji toma clases en secreto, y paga con su dinero para el almuerzo. Poco a poco, Kenji desarrolla una fuerte relación con su profesora de piano, la señorita Kaneko (Haruka Igawa), quien le insiste a perseguir sus ambiciones musicales. Cuando sus padres se informan sobre las clases de piano secretas de Kenji, Megumi quien esta generalmente más cerca de los niños,le da su apoyo, pero Ryuhei se pone tan furioso que ataca a su hijo accidentalmente, lo que le causa una conmoción cerebral menor. 
Un día Megumi, mientras estaba sola en la casa, es tomada como rehén por un hombre desempleado (Kōji Yakusho), quien partió en busca de dinero. El ladrón obliga a Megumi a conducir un automóvil que ha robado; después de un largo viaje le permite dejar el coche para ir al baño donde tiene la oportunidad de escapar. Sin embargo, se encuentra con su marido en el centro comercial en su trabajo secreto como conserje y decide regresar a su captor diciendo que ella no puede regresar a casa. 
Esa noche Megumi, Ryuhei, y Kenji todos tienen experiencias fuera de casa en la que se enfrentan a la totalidad de sus inquietudes existenciales. Kenji intenta ayudar a un amigo que huyó de su casa, pero éste es sorprendido por su padre. Kenji intenta salir de la ciudad furtivamente en un autobús, pero es capturado. No dispuesto a responder a las preguntas de la policía, Kenji es acusado como adulto y lo mantienen en una celda con un grupo, durante toda la noche. Es liberado al día siguiente, cuando los cargos son retirados. 
Megumi y el ladrón llegan a la playa, donde pasan la noche en un bosque cobertizo. Megumi renuncia a los avances sexuales del bandido, pero en última instancia, es incapaz de seguir adelante con el acto mismo. Megumi consuela al ladrón diciéndole que no es un fracaso, que él es la única persona que puede ser él mismo. Más tarde esa noche, cuando el ladrón duerme, Megumi ve una extraña luz en el horizonte sobre el mar. Ella sale a buscar la luz y se duerme en la playa. A la mañana siguiente, el ladrón ha impulsado el coche robado en el océano, y Megumi regresa a casa. 
Después de encontrar a Megumi en el centro comercial, Ryuhei desesperadamente vaga en la noche de Tokio, pero es atropellado por un vehículo en movimiento. Él se encuentra al lado de la calle en medio de unas hojas y duerme durante la noche, sólo para despertar en la mañana sano y salvo. Él es el último en llegar de vuelta en la casa, donde los tres miembros de la familia comparten una comida juntos sin hablar de los acontecimientos de la noche anterior. Cuatro meses después, Ryuhei parece estar ocupado en su tarea de limpieza. Takashi envía una carta a casa desde el campo de batalla, señalando que el mejor camino para él es luchar junto a sus compañeros con el fin de encontrar la verdadera felicidad. La escena final muestra a Kenji interpretando "Claire de Lune" de la Suite Bergamasque de Claude Debussy en su audición de la escuela musical, con Megumi, Ryuhei, y su profesor de piano en la audiencia. Su actuación es impecable, y toda la sala lo mira con asombro.

## Reparto
- Teruyuki Kagawa como Ryuhei Sasaki.
- Kyoko Koizumi como Megumi Sasaki.
- Yu Koyanagi como Takashi Sasaki.
- Kai Inowaki	como Kenji Sasaki.
- Haruka Igawa como Miss Kaneko, es profesor de piano Kenji.
- Kanji Tsuda como Kurosu, el amigo de Ryuhei.
- Kōji Yakusho como el ladrón.
- Kazuya Kojima como el Sr. Kobayashi, de la escuela de profesor Kenji.

## Premios
Ganó el premio a la Mejor Película en el  3rd Asian Film Awards y recibió el premio 2008 Asia Pacific Screen Awards en mejor Dirección y Mejor Guion. En el Festival de 2008 Cannes Film Festival ganó el Premio de Un Certain Regard.